# 村川浩平
村川 浩平（むらかわ こうへい、1968年 - ）は、日本の歴史学者。専門は日本近世政治史。専攻は日本近世政治史、歴史情報学。

## 来歴
大阪府出身。1992年に東京理科大学理学部応用数学科卒業。1994年に駒澤大学大学院人文科学研究科日本史学専攻修了。
1997年に高等学校教諭（数学）を経て、1999年に歴史情報学研究所の所長。

## 著書
- 『日本近世武家政権論』近代文芸社、 2000年

## 論文
- 「池田輝政の男子について」『日本歴史』535号、 日本歴史学会 1992年
- 「羽柴氏下賜と豊臣姓下賜」『駒沢史学』49号、 p.57-89, 駒沢大学歴史学研究室内駒沢史学会 1996年 NAID 110007003055, ISSN 04506928
- 「天正十六年毛利輝元上洛の意義　-　座配図による権力構造変化の分析　-」『駒沢大学史学論集』26号、 1996年 p.73-80, 駒沢大学大学院史学会, ISSN 02865653
- 「蜂須賀氏への松平状とライフサイクル」『駒沢史学』55号、 2000年
- 「甲斐国奉行の存否について-幕藩初期国奉行制に関する一考察-」 『日本近世武家政権論』 2000年
- 「松平氏下賜の授受具体像と基本的性格」ほか『日本近世武家政権論』 2000年
- 「天正・文禄・慶長期、武家叙任と豊臣姓下賜の事例」『駒沢史学』80号、 2013年
- 「肥前佐賀藩、鍋島氏への松平氏下賜」『駒沢史学』87号、 2017年